# 三木直子
三木 直子（みき なおこ、1974年7月10日 - ）は、日本の北海道出身のビューティーライフコーディネーター。

## 人物
- 元日本航空国際線フライトアテンダント
- 手作り石鹸、アロマ、紅茶インストラクター、カラーコーディネーター、着付け師範、イタリア料理など「美」に関する様々な資格、知識を持つ。
- 夫はジャパン・フラッグシップ・プロジェクト株式会社（東京都渋谷区恵比寿）代表取締役社長の三木雄信
- 2001年に有限会社エヌスタイルを設立。
- 2006年5月12日男児（体重3164g）を出産。

## 雑誌
- VERY
- ケイコとマナブ　（休刊）
- MISS　（休刊）
- Baby-mo

## テレビ
- モーニング・サプリ　ゲスト出演（*番組は2009年3月終了）
- 2時っチャオ! - 技あり!お部屋美人（2007年2月～2008年3月。月1回。*番組は2009年3月終了。）

## ラジオ
- ベイエフエム - Love our BAY（2005年9月19日～9月22日　ゲストトーク）